# Vereb
Vereb is een plaats (község) en gemeente in het Hongaarse comitaat Fejér. Vereb telt 810 inwoners (2006).